# Зруйнування вірменського цвинтаря у Джульфі

Вид на цвинтар у Джульфі, фотографія 1987 року

Зруйнування вірменського цвинтаря у Джульфі — знищення цвинтаря середньовічних вірменських хачкарів біля міста Джульфа на території Нахічеванської Автономної Республіки, автономного утворення (ексклава) у складі Азербайджану. Згідно з Міжнародною радою з охорони пам'яток та історичних місць (ІКОМОС), західними ЗМІ і вірменськими джерелами, знищення історичних пам'яток було організовано владою Азербайджану.
Перші звинувачення на адресу азербайджанської влади були висунуті Вірменією у 1998 році. Остаточно цвинтар був зруйнований наприкінці 2005 року. Надгробки-хачкари, що там знаходились, були розбиті людьми у військовій формі за допомогою важкої будівельної техніки, а уламки пам'яток завантажені у вантажівки і скинуті у річку Аракс. Територія цвинтаря була перетворена на стрільбище. У 2010 році повідомлення очевидців про зруйнування цвинтаря були підтверджені Американською асоціацією сприяння розвитку науки на основі аналізу супутникових знімків регіону, зроблених у 2003 і 2009 роках.
Уряд Азербайджану відкидає всі звинувачення і не допускає спостерігачів на територію цвинтаря. Також влада Азербайджану стверджує, всупереч прийнятим в історіографії концепціям, що в Нахічевані вірмени ніколи не жили і вірменських пам'яток немає.
До зруйнування вірменський цвинтар в Джульфі був найбільшим збереженим середньовічним цвинтарем хачкарів. Мистецтво створення хачкарів включене у список нематеріальної культурної спадщини, що складається ЮНЕСКО.

## Передісторія

### Місто Джульфа
За переказами, Джульфа (вірменською Джуга) була заснована легендарним вірменським царем Тиграном Єрвандяном. Розквіт міста припав на XVI століття, коли воно стало центром торгівлі шовком-сирцем на Близькому Сході. В цей час у місті налічувалось 3 тисячі домів і 7 церков. Населення міста, яке в основному складали вірмени, нараховувало, за різними оцінками, від десяти до більш ніж п'ятдесяти тисяч. У 1603 році тутешні будинки своїм багатством вразили перського шаха Аббаса I, який відвоював місто у турків.
У 1604 році шах Аббас, побоюючись, що не матиме змоги утримати нещодавно здобуту ним Східну Вірменію, віддав наказ переселити всіх її мешканців вглиб Персії. Все населення Джуги було виселене, а саме місто було спалене і занепало.
У 1897 році в Джульфі мешкало 750 осіб, всі вірмени. У 1914 році Джульфа — вірменське село з 2710 жителями. До початку XX століття вірмени складали близько 42% населення Нахічеванського повіту, але після включення у склад Азербайджану їх число почало стрімко скорочуватись. За переписом 1939 року в Джульфі жило 2530 осіб, в тому числі 1358 (53,7%) азербайджанців і 866 (34,2%) вірмен. Однак до 1979 року з 6919 жителів лише 193 були вірменами. Вірмени їхали геть через політичний тиск і економічні труднощі. В ході Карабаського конфлікту всі вірмени, що лишались у регіоні, були змушені його залишити.

### Цвинтар хачкарів у Джульфі
Цвинтар хачкарів, розташований під Джульфою, був найбільш грандіозною з пам'яток, що залишились від вірменської Джуги. У 1812 році англійський дипломат Вільям Сузлі, відвідавши Джугу, відзначав:

Я досліджував руїни Джульфи, все населення якої складають 45 вірменських родин, судячи з усього, з найнижчих верств. Однак про минулу чисельність населення свідчить велике кладовище, розташоване на схилі, що тягнеться до самої річки, з численними надгробками, які стоять щільно в ряд, ніби солдатські роти. Це пам'ять багатьох поколінь, підсумок багатьох століть…

## Знищення хачкарів

### Перша реакція Вірменії

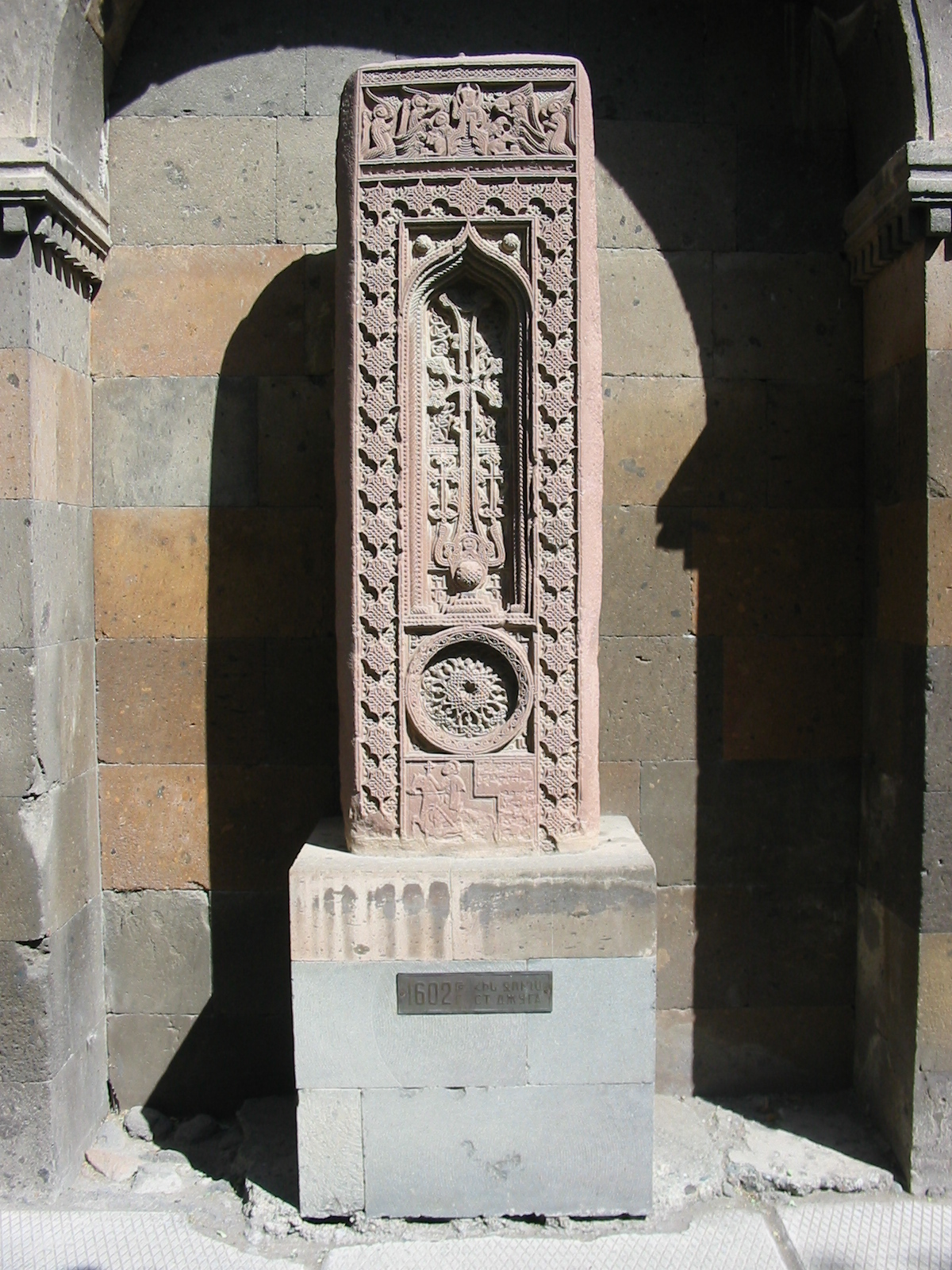
Хачкар

У листопаді 1998 року очевидці з іранського берега Араксу стали свідками руйнування хачкарів на Джульфійському вірменському кладовищі. Уламки надгробків завантажували у вагони за допомогою кранів й вивозили залізницею — ймовірно, для використання як будівельних матеріалів.
У зв'язку з цими подіями Вірменія висунула перші звинувачення проти азербайджанської влади. Студентка Чиказького університету Сара Пікман в журналі Археологічного інституту Америки пов'язала факт руйнування пам'ятників з вірменофобськими настроями, які, на її думку, поширилися в Азербайджані в результаті поразки в Карабаській війні (1992–1994): за її словами, втрата Азербайджаном Нагорного Карабаху «зіграла роль у цій спробі знищити свідчення історичної вірменської присутності в Нахічевані». Азербайджан відкинув звинувачення незважаючи на наявність численних свідчень — зокрема, Арпіар Петросян, член організації «Вірменська архітектура в Ірані», сфотографував техніку, котра перевозила розбиті пам'ятники.
Реагуючи на події, уряд Ірану висловив Вірменії своє співчуття у зв'язку з руйнуванням пам'ятників і, в свою чергу, заявив уряду Нахічеванської Автономної Республіки протест аналогічного змісту. Уряд Азербайджану, не надавши прямої відповіді на пред'явлені звинувачення, заявив, що «вандалізм не притаманний Азербайджану». На вимогу Вірменії та за безпосереднього втручання ЮНЕСКО на території кладовища було проведено міжнародне розслідування, яке допомогло тимчасово призупинити знищення надгробків-хачкарів.
В результаті руйнувань у 1998 році з кладовища було видалено близько 800 надгробків.

### Відновлення руйнувань у 2002–2003 роках
У листопаді 2002 року руйнування хачкарів поновилось, у зв'язку з чим Вірменія знову виразила свій протест. 4 грудня вірменські історики подали у відповідні міжнародні організації офіційну скаргу, в якій детально виклали всі наявні факти з вимогою їх ретельного розслідування.
Організація з вивчення вірменської архітектури стверджувала, що з неназваних джерел їй відомо, що одночасно у листопаді 2002 року в Нахічеванській Автономній Республіці розпочалось руйнування середньовічних церков і монастирів.
Очевидці поновленого руйнування пам'яток характеризували його як добре організовану акцію.
Навіть після руйнувань 1998 і 2002 років ще залишалось близько 2000 хачкарів. У серпні 2005 року Стівен Сім, британський архітектор, відвідав Нахічеванську Автономну Республіку з метою довідатись про стан вірменських пам'яток регіону. Він оглянув цвинтар з вікна потягу Нахічевань-Джульфа. Всі хачкари були зламані й лежали на землі. У східній частині цвинтаря були великі ділянки порушеної землі, звідки надгробки, очевидно, були прибрані.
Стівен Сін також відвідав деякі села Нахічеванської Автономної Республіки. В селах Абракуніс і Шуруд, на місці, де розміщувались вірменські церкви, він знайшов лише пусте місце і залишки битої цегли. В інших селах він також не виявив церков, що там раніше були.
Під час поїздки Стівен Сім був затриманий і допитаний азербайджанською поліцією. Під час допиту, з'ясувавши мету його візиту, йому заявили, зокрема, що в Нахічевані завжди жили тільки мусульмани і ніколи не було ні вірмен, ні вірменських церков. Після цього йому висунули вимогу до півночі залишити Азербайджан, що Сім і зробив.

### Остаточне зруйнування цвинтаря у 2005 році
За свідченнями очевидців, останні пам'ятники, що залишались, були знищені великою групою азербайджанських солдатів. Близько ста осіб протягом трьох днів, з 10 по 14 грудня 2005 року, розбивали хачкари кувалдами і лопатами, вантажили уламки каміння у вантажівки і скидали їх в Аракс. Щоб підняти з землі найбільші пам'ятники, використовувався кран. Свідки, у тому числі представники Вірменської апостольської церкви, спостерігали за тим, що відбувається, з іранського берегу Аракса. Вірменська знімальна група відзняла значну частину цих подій на відео і розмістила його в інтернеті.
Через чотири місяці, у квітні 2006 року, азербайджанський репортер Ідрак Аббасов з лондонського Інституту з висвітлення війни та миру (IWPR) відвідав околиці цвинтаря. При цьому його супроводжували два офіцери служби безпеки, які не допустили його на територію цвинтаря. Тим не менш, репортер був достатньо близько, щоб побачити, що на території не залишилось жодних пам'ятників, тільки гола земля.

### Аналіз супутникових фотографій у 2010 році
У 2010 році Американська асоціація сприяння розвитку науки (AAAS) провела дослідження руйнувань середньовічного вірменського цвинтаря Джуги в Нахічевані. Оскільки Азербайджан заборонив відвідування цвинтаря міжнародними спостерігачами, AAAS придбала і дослідила супутникові фотографії високої роздільності, зроблені 23 вересня 2003 року і 28 травня 2009 року. В результаті дослідження були знайдені докази того, що цвинтар був знищений.
На супутникових знімках 2003 року видно тіні різного розміру від хачкарів. При цьому центральній частині цвинтаря вже було завдано значної шкоди, але північно-східні і південно-західні частини цвинтаря були в основному неушкоджені. На знімках 2009 року ландшафт території став значно більш плоским. При цьому на знімках видно сліди роботи землерийної техніки. Дані, отримані з супутників, узгоджуються зі свідченнями очевидців.
Як відзначила співробітник центру Сюзан Вольфинбергер: «Порівняння фотографій цвинтаря Джуги, зроблених з супутника у 2003 і 2009 роках, показує, що ще у 2003 році на цвинтарі Джуги були хачкари XV–XVI століть, а на фотографіях 2009 року частина з них зникла. Дослідження з застосуванням геопросторових технологій дають можливість робити висновки, що хачкари були знищені або вивезені за допомогою спеціальної землерийної техніки, а потім ця ділянка землі була знову утрамбована».

## Міжнародна реакція
Після того, як інформація про дії Азербайджану з руйнування та знищення надгробків-хачкарів на кладовищі Джульфи стала надбанням широкої громадськості, ці дії викликали міжнародний осуд. Ще в 1998 році організація ЮНЕСКО зажадала припинити руйнування пам'ятників у Джульфі. Вимога аналогічного змісту була направлена Вірменією також до Міжнародної ради з охорони пам'яток та історичних місць (англ. International Council on Monuments and Sites — ICOMOS).
Професор антропології Чиказького університету Адам Т. Сміт та інші учені, а також декілька американських сенаторів в січні 2006 року підписали лист до ЮНЕСКО та інших організацій, що засуджував уряд Азербайджану. Адам Т. Сміт охарактеризував руйнування хачкарів як «… ганебний епізод відношення людства до його минулого, прикрий акт з боку уряду Азербайджану, який вимагає і пояснення, і виправлення».
Флавія Амабілія з газети La Stampa звинуватила ООН і ЮНЕСКО в байдужості до «святотатства», що відбувається в Азербайджані.

## Збережені хачкари з цвинтаря у Джульфі

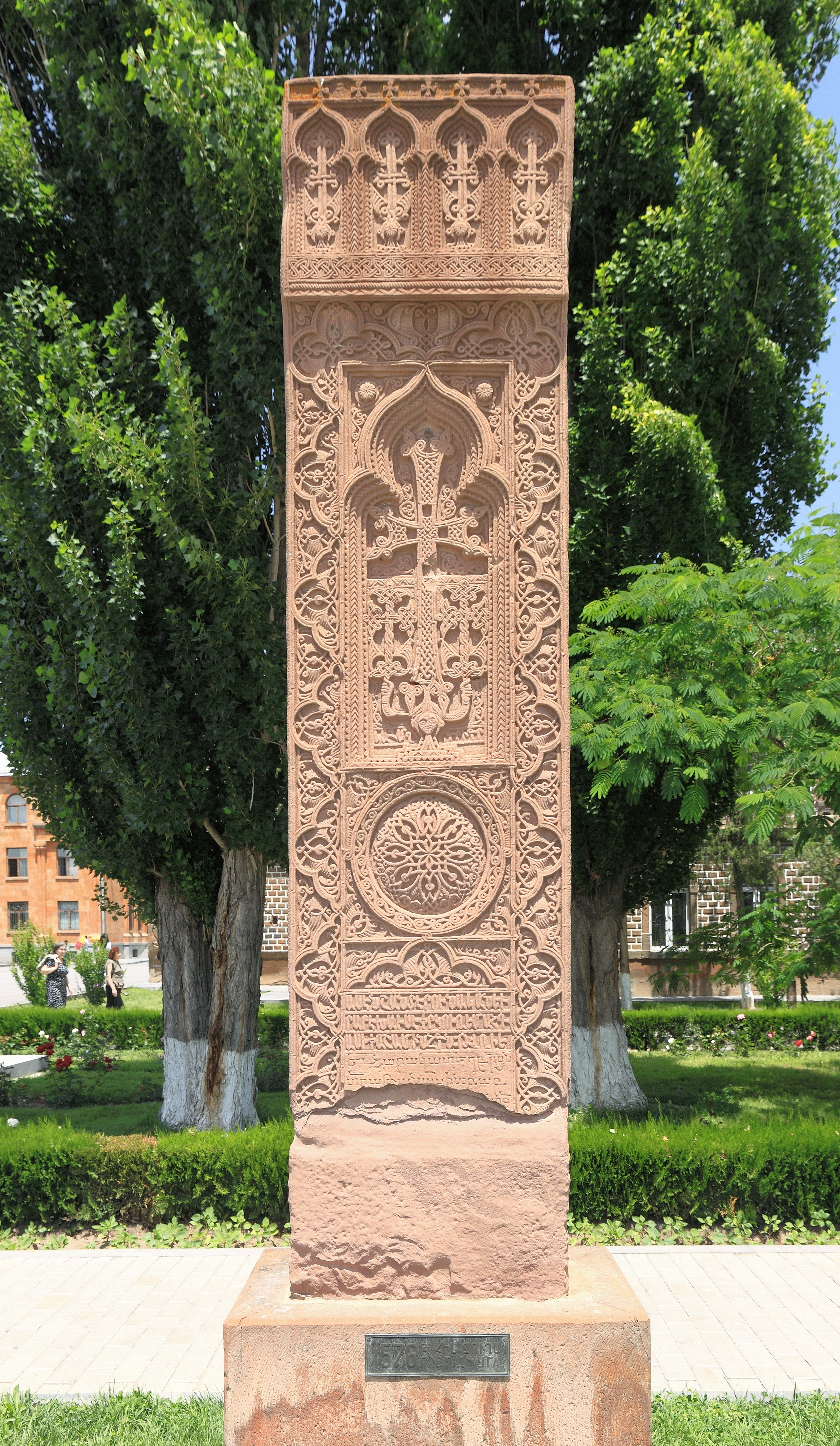
Хачкар бл. 1576 р. (Вагаршапат, Вірменія)
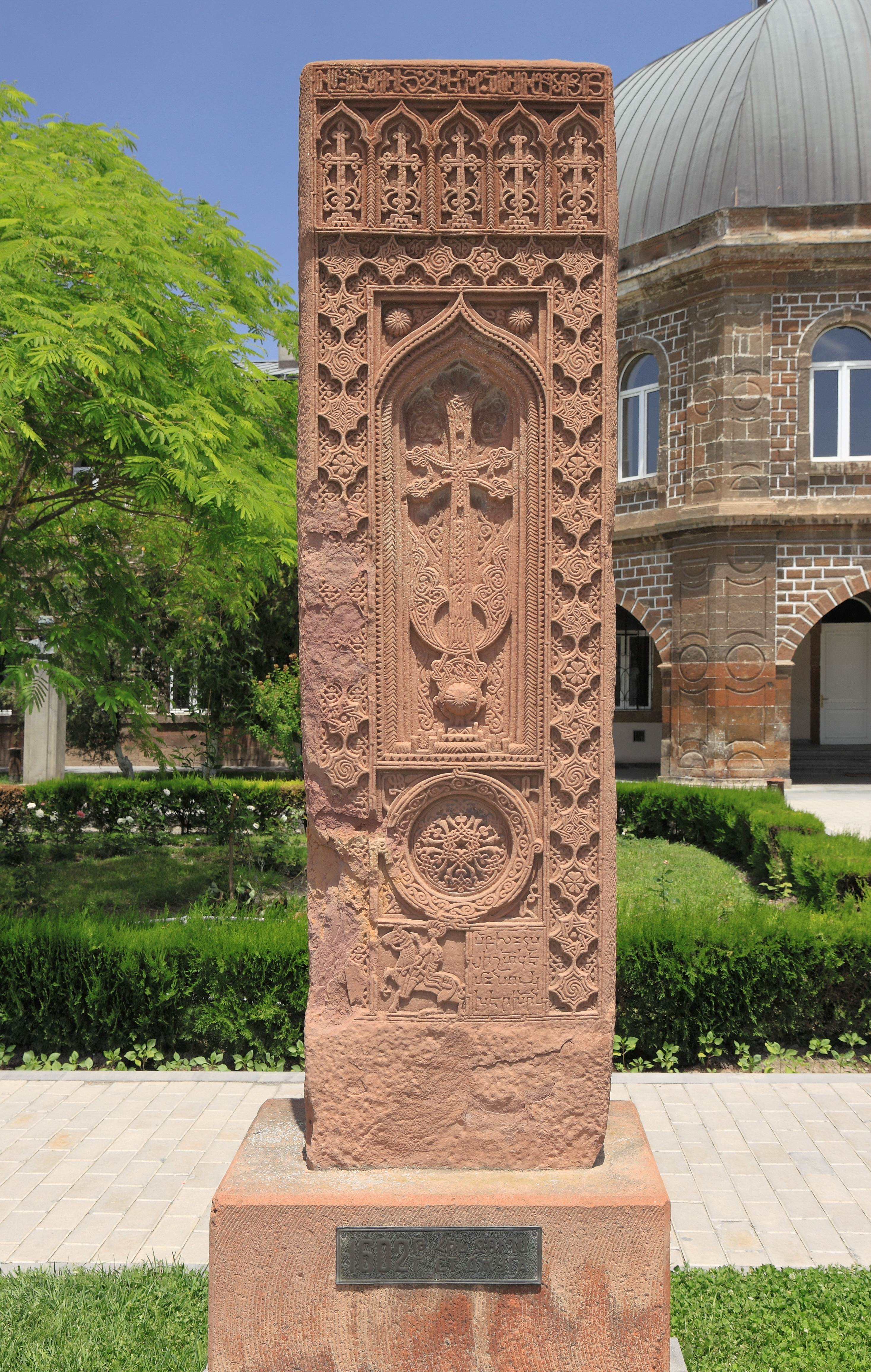
Хачкар бл. 1602 р. (Вагаршапат, Вірменія)
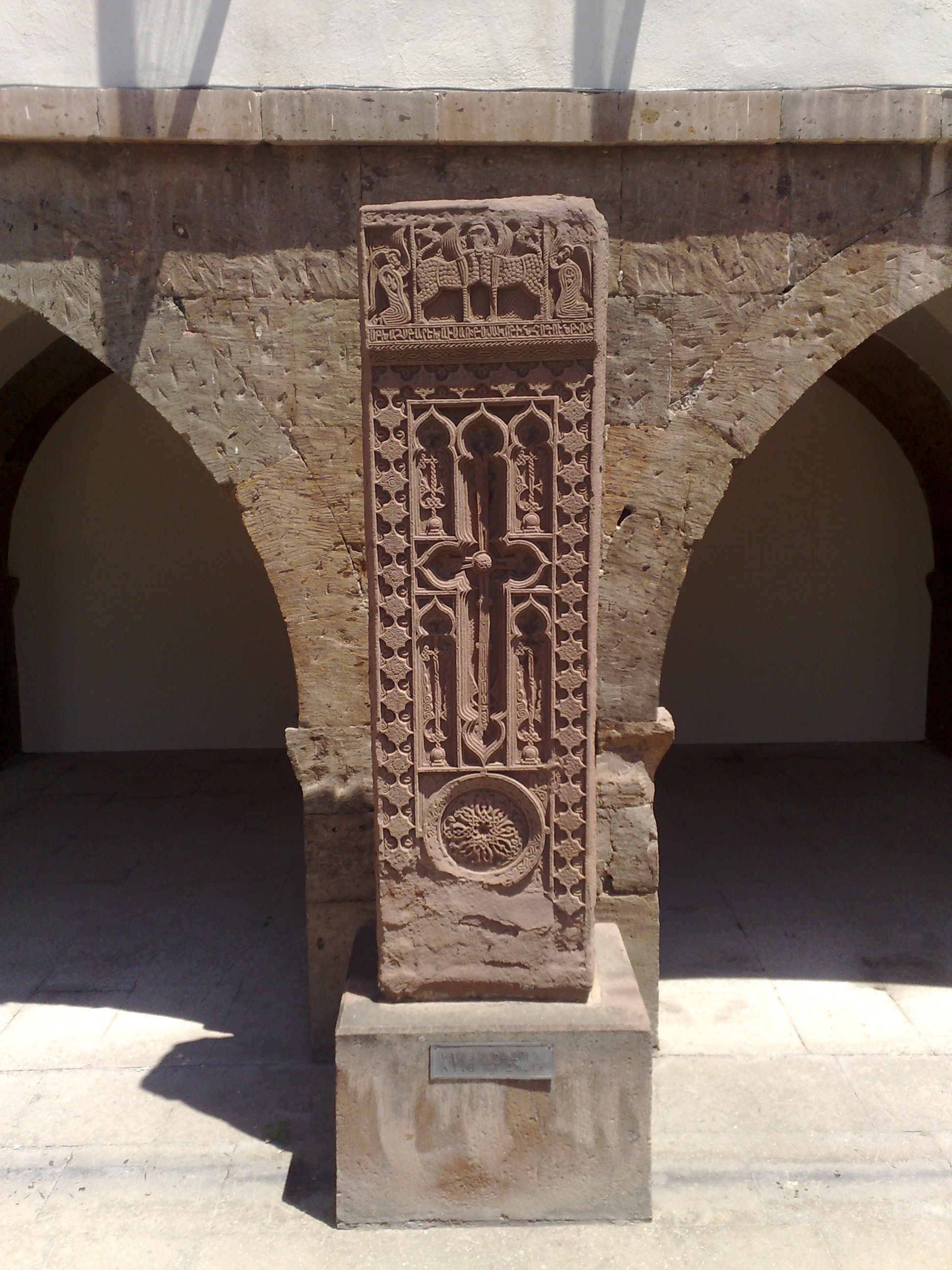
Хачкар XVI століття
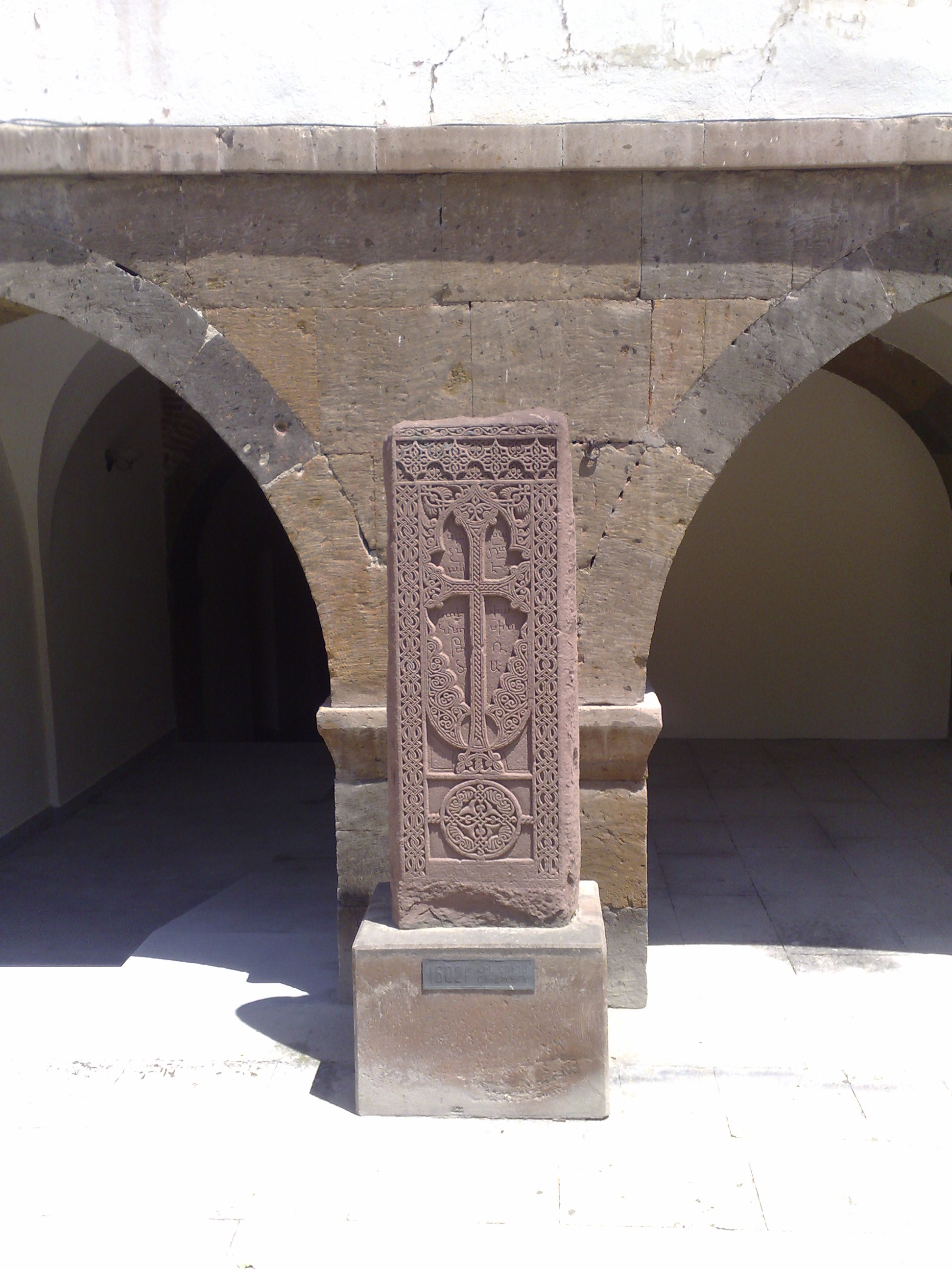
Хачкар XVI століття
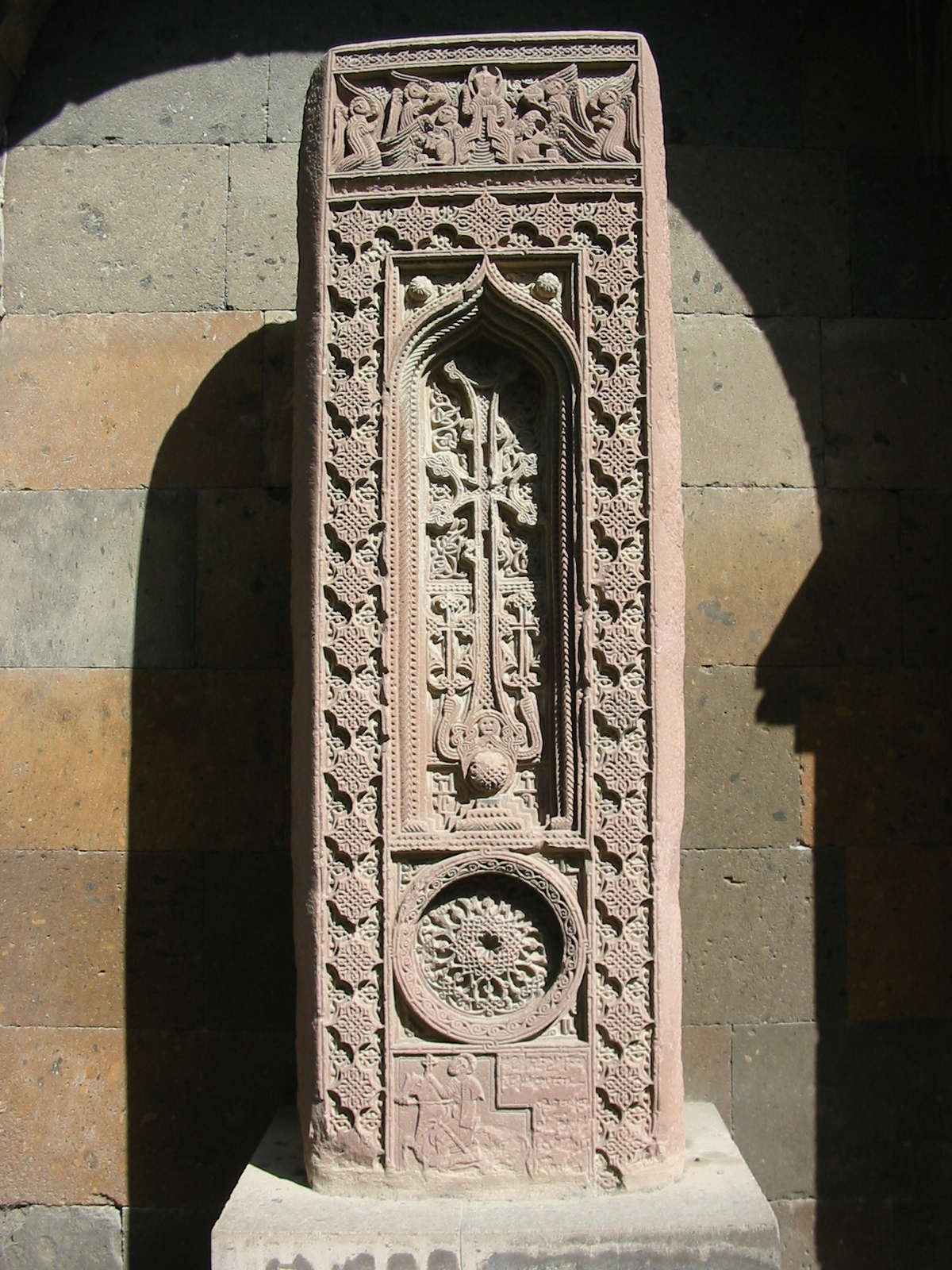
Хачкар бл. 1602 р.

### Фото і відео матеріали
- Фотохроніка руйнування вірменського історичного комплексу Стара Джульфа в Нахічевані
- Фотографії руйнувань 1998 і 2002 років. Research on Armenian Architecture
- Фотографії руйнувань 1998 і 2002 років. ICOMOS
- Фотографії руйнувань 14-16 грудня 2005 року
- Відео руйнування цвинтаря, відзняте з іранського берегу Аракса